# Givaudan
Die Givaudan SA mit Sitz in Vernier ist der weltweit grösste Hersteller von Aromen und Duftstoffen. 
Das an der SIX Swiss Exchange kotierte Unternehmen verfügt über Tochtergesellschaften, die an über 181 Standorten vertreten sind.

## Tätigkeitsbereich
Die Düfte und Aromen des Unternehmens werden für Lebensmittel- und Getränkehersteller entwickelt und auch in Haushaltsartikeln sowie in Rasur- und Körperpflegeprodukten und Parfüms verwendet. Dabei handelt es sich in der Regel um Auftragsarbeiten, welche dann unter Einbezug einer Geheimhaltungsvereinbarung verkauft werden. Givaudan verwendet ScentTrek, eine Technik, welche die chemische Zusammensetzung der Gerüche lebendiger Pflanzen einfängt. Das Unternehmen hat Standorte in Europa, Afrika und im Nahen Osten, Nordamerika, Lateinamerika sowie im Asiatisch-Pazifischen Raum. 2020 hatte Givaudan Umsätze von 6,3 Milliarden CHF bei einem Gesamtmarktanteil von 25 %. In Bezug auf die Marktkapitalisierung ist es eines der 30 größten börsennotierten Unternehmen der Schweiz.
Das Unternehmen beliefert unter anderem Kosmetik- und Lebensmittelhersteller wie Procter & Gamble, Unilever oder Colgate mit Geschmacks- und Duftstoffen und Parfüme für Estée Lauder Companies, L’Oréal und Yves Saint Laurent. Bekannte Parfüme sind unter anderem Cacharel „Eau de Eden“, Cacharel „LouLou“ (1987), Calvin Klein „Obsession“, Cartier „So Pretty“ (1995), Céline Dion „Pour Femme“ (2000), Hermès „Concentré d'Orange Vert“ (2004), Montana „Parfum de Peau“ (1986), Nina Ricci „Deci Dela“, Nina Ricci „Les Belles“ und Trussardi „Donna“ und Paco Rabanne „One Million“ (2009). Die grössten Mitbewerber Givaudans sind International Flavors & Fragrances, Firmenich und Symrise.

## Geschichte

Firmenstandort in Vernier (um 1930)

Gegründet wurde Givaudan 1895 in Zürich durch Léon und Xavier Givaudan. 1898 zog die Firma nach Genf um und errichtete ein Werk in Vernier. Der Givaudan-Konzern lässt sich aber durch Berücksichtigung der Zukäufe und Zusammenlegung von Unternehmen bis auf das Jahr 1796 zurückführen, wo das Unternehmen Dodge & Olcott Inc. in den USA gegründet wurde. 1946 eröffnete Givaudan eine Parfümschule, in der ein Drittel der Parfümeure der Welt ausgebildet wurden. 1948 übernahm das Unternehmen in Dübendorf die Esrolko A.-G. von Nestlé, wodurch Givaudan auch in der Aromenindustrie Fuß fasste. 1963 wurde Givaudan von Roche übernommen und 1964 übernahm Roche Roure, einen Konkurrenten Givaudans. Roure wurde 1820 in Grasse, Frankreich gegründet. 1937 entwickelte Roure das erste Designerparfüm: Schocking for Schiaparelli. Givaudans erster Duft-Firmensitz in den USA, in Teaneck, New Jersey, wurde 1972 nach einem Entwurf von Der Scutt erbaut, dem Architekten des Trump Towers. Später zog das Unternehmen nach East Hanover, NJ.

### Givaudan-Roure
1991 wurden Givaudan und Roure zu Givaudan-Roure zusammengelegt. Auch kaufte das Unternehmen 1991 Fritzsche, Dodge and Olcott. 1997 übernahm Givaudan-Roure mit Tastemaker einen weiteren Aromenhersteller, mit Sitz in Cincinnati (USA). Der Zusammenschluss machte Givaudan zum größten Hersteller von Aromen der Welt. 2000 wurde Givaudan-Roure von seiner bisherigen Mutterfirma Roche als Givaudan abgespalten und auf dem Schweizer Aktienmarkt angemeldet, wo es Teil des SLI ist.

### 2000er-Jahre
2002 übernahm Givaudan FIS, die Aromensparte von Nestlé, wofür Nestlé einen Unternehmensanteil von 10 % erhielt. Im folgenden Jahr kaufte Givaudan den Käsearomenhersteller IBF. Im Kauf enthalten war auch das Maggi-Areal in Kemptthal. 2004 baute das Unternehmen seine Tätigkeit in China aus, wo es seit den 1990ern aktiv ist.
Am 22. November 2006 gab das Unternehmen die Übernahme von Quest International bekannt, die im ersten Quartal 2007 abgeschlossen werden sollte. Am 21. Februar 2007 genehmigte die EU die Fusion von Givaudan und Quest, womit die letzte Regulierungshürde für die Fusion aus dem Weg geräumt war, nachdem die Behörden der Vereinigten Staaten die Fusion Anfang des Monats bewilligt hatten. Die Fusionsvereinbarung wurde am 2. März 2007 abgeschlossen. Die Übernahme macht Givaudan zum weltweiten Marktführer sowohl im Bereich Luxusparfümerie als auch bei Verbraucherprodukten. Es war bereits der weltweite Marktführer für Aromen und durch die Übernahme von Quest International konnte es seine Position ausbauen. Die Übernahme von Quest ließen Givaudans Umsätze um 42 % steigen, von 2.909 Millionen CHF zu 4.132 Millionen CHF in 2007. Per 19. September 2011 wurde Givaudan wieder in den Swiss Market Index (SMI) aufgenommen.
2013 verkaufte Nestlé seinen Anteil an Givaudan für 1,3 Milliarden USD. 2014 hatte das Unternehmen Einnahmen von ca. 4,6 Milliarden USD. In diesem Jahr tätigte das Unternehmen mit dem Kauf von Soliance seine erste Übernahme seit Quest. Givaudan brachte außerdem die Aromenserie TasteSolutions Richness auf den Markt. Des Weiteren wurde die Givaudan Foundation gegründet und ein Programm names Innovative Naturals Program gestartet, das mit Patchouli und anderen Erzeugernetzwerken zusammenarbeitet, um nachhaltige Entwicklungspraktiken zu fördern.
Mitte Juli 2017 gibt Givaudan die Übernahme der niederländischen Firma Vika bekannt und verstärkt damit den Aroma-Bereich. Die Belegschaft von Vika umfasst 200 Personen, der Umsatz beläuft sich auf 64 Mio. €. 2022 wollen Givaudan, der Maschinenbauer Bühler und die Migros den Cultured Food Innovation Hub in Kemptthal eröffnen. Dort soll etwa auch an kultiviertem Fleisch geforscht werden. Die Gründung dieses Joint Ventures steht unter Vorbehalt der Zustimmung der Wettbewerbsbehörde.

## Aktionärsstruktur
Per Ende des Kalenderjahres hielten folgende Aktionäre einen Anteil von mehr als dem im Schweizer Börsengesetz festgelegten Schwellenwert von 3 Prozent:
| Aktionär                  | 2008   | 2010   | 2013    | 2018    | 2022   | 2023    |
| ------------------------- | ------ | ------ | ------- | ------- | ------ | ------- |
| Chase Nominees Ltd        | 7,43 % | 8,52 % | 10,58 % | 06,36 % | -      | –       |
| Nortrust Nominees Ltd     | 5,04 % | 4,04 % | 14,95 % | 15,04 % | -      | –       |
| MFS Investment Management | –      | 9,75 % | –       | 05,04 % | -      | –       |
| Blackrock Inc.            | –      | 3,02 % | 05,46 % | 05,02 % | 5,06 % | 5,05    |
| Bill Gates                | –      | –      | 10,29 % | 13,86 % | 13,86  | 13,86 % |
| Messieurs Pictet & Cie    | –      | –      | –       | 04,54 % | –      |         |
| Haldor Foundation         | –      | –      | –       | –       | 3,01 % | 4,96    |

## Givaudan und die Umwelt
Am 10. Juli 1976 wurde beim Sevesounglück, der schlimmsten Umweltkatastrophe der italienischen Geschichte, eine giftige Wolke freigesetzt. Italiens höchstes Gericht erkannte die den Anwohnern durch Ängste entstandenen immateriellen Schäden an. Givaudan, der Mutterkonzern von ICMESA, zahlte 103,9 Millionen EUR (90,3 Millionen USD) an Aufräumkosten und Entschädigung für diejenigen, die durch das Unglück körperliche Schäden davongetragen hatten.
In den 2000ern tat sich Givaudan mit lokalen Gemeinden in Guam zusammen, wo die lokale Gummiernte das Exportgeschäft bildet. Die Zusammenarbeit fördert Nachhaltigkeitsbestrebungen beim Handel mit Benzoin. Diese Bestrebungen führten auch zum Bau von zwei Sekundarschulen, um die formale Bildung für die Kinder der Region zu institutionalisieren. Ebenfalls besteht mit lokalen Gemeinden eine Zusammenarbeit beim Schutz des Waldes.